# Dennis Amy
Dennis Oldrieve Amy CMG OBE (* 21. Oktober 1932; † 2016) war ein britischer Diplomat, der unter anderem zwischen 1989 und 1992 Botschafter in Madagaskar und auf den Komoren war.

## Leben
Amy trat nach dem Schulbesuch 1949 als Mitarbeiter in das Außenministerium (Foreign Office) ein und leistete zwischen 1951 und 1953 seinen Militärdienst (National Service) bei den Royal Marines und wurde am 14. Juli 1952 in den temporären Rang eines Leutnants (Temporary Second Lieutenant) befördert. Nach Beendigung des Wehrdienstes kehrte er 1953 ins Außenministerium zurück und war zunächst in der Finanzabteilung und später im Referat für Ägypten tätig. Nachdem eine Verwendung an der Botschaft im Libanon wegen seiner Ehe und Vaterschaft abgelehnt worden war, war er zwischen 1958 und 1961 an der Botschaft in Griechenland tätig. Während dieser Zeit begann der Zypernkonflikt und er selbst war zuletzt Buchhalter in der Botschaftskanzlei. Nachdem er mittlerweile in den diplomatischen Dienst (HM Diplomatic Service) übernommen worden war, war er vom 11. August 1961 bis 1964 als Zweiter Sekretär und Vizekonsul an der Botschaft in der Sowjetunion tätig. Dort war er nach vorherigen Lehrgängen beim Security Service (MI5) sowie Secret Intelligence Service (MI6) für die innere Sicherheit der Botschaft verantwortlich und damit den damaligen Botschaftern Frank Kenyon Roberts beziehungsweise ab 1962 Humphrey Trevelyan unterstellt. Am 7. Februar 1963 wurde er mit Wirkung zum 1. März 1961 in den höheren Dienst (Branch B of Her Majesty’s Diplomatic Service) berufen. Aufgrund einer Tuberkulose-Erkrankung wurde er von diesem Posten zwischenzeitlich im September 1963 abberufen und kehrte nach sechsmonatiger Genesungszeit im Februar 1964 zurück.
Kurze Zeit später kehrte Amy nach London zurück und war dort im Referat für die Liegenschaftsverwaltung (Home Accommodations Section) sowie als Sekretär im Büro des Haupturkundsbeamten (Chief Clerk’s Committee) tätig. Darüber hinaus nahm er an Projekten zur Zusammenlegung des Außenministeriums mit dem Ministerium für den Commonwealth of Nations (Commonwealth Office) teil. 1965 wurde er Mitarbeiter im neugeschaffenen Referat für die Verwaltung des diplomatischen Dienstes (Diplomatic Service Administration Office) und befasste sich dort nach einer neuerlichen Genesung von einer Hepatitis-Erkrankung als Referent für Personalbesetzungen. 1966 erfolgte seine Versetzung zum Hochkommissariat in Australien, an dem er bis 1971 als Zweiter Sekretär und Passbeamter arbeitete und damit zum Mitarbeiterstab des Hochkommissars Charles Hepburn Johnston gehörte. Daran schloss sich von 1971 bis 1974 eine Verwendung als Erster Sekretär und Kanzler am Vize-Hochkommissariat (Deputy High Commission) in Ibadan in Nigeria an.
Nach seiner Rückkehr nach Großbritannien erfolgte 1974 Amys Abordnung ins Handelsministerium, in dem er sich bis 1976 mit Fragen von Handelsbeziehungen und Export befasste, ehe er zwischen 1976 und 1978 Referent für Staatsangehörigkeits- und Passangelegenheiten im Referat für Staatsangehörigkeits- und Vertragsangelegenheiten des Außenministeriums war. Daraufhin war er von 1978 bis 1983 Erster Sekretär und Handelsreferent an der Botschaft in Chile und als solcher zunächst Ständiger Vertreter des Geschäftsträgers Eric Anglin. Nachdem Anglin 1979 Geschäftsträger an der Botschaft in Neuseeland wurde, wurde Amy zusätzlich dessen Nachfolger.
1983 wurde Amy erst stellvertretender Leiter und danach 1985 im Range eines Botschaftsrats 1985 Leiter des Referats für Migrations- und Visaangelegenheiten im Außenministerium. Während dieser Zeit wurde ihm zum 1. Januar 1984 das Offizierskreuz des Order of the British Empire (OBE) verliehen. Danach fungierte er von 1986 bis 1989 als Leiter des Generalkonsulats in Bordeaux, ehe er zuletzt 1989 zum Botschafter in Madagaskar ernannt wurde. Zugleich war er zwischen 1991 und 1992 als Botschafter auf den Komoren akkreditiert. Am 13. Juni 1992 wurde er Companion des Order of St. Michael and St. George (CMG). 1992 trat er in den Ruhestand.
Aus seiner 1956 geschlossenen Ehe mit der am 10. Juni 2005 verstorbenen Helen Rosamunde Clemens gingen ein Sohn und eine Tochter hervor.